# О’Коннор, Рори
Рори О’Коннор (англ. Ruairi O'Connor, род. 9 июля 1990 года) ― ирландский актёр. Наиболее известен ролью Генриха Тюдора, будущего Генриха VIII, в сериале Starz «Испанская принцесса».

## Ранние годы
О’Коннор вырос в Хауте, графство Дублин, Ирландия. Его семья переехала в сельскую местность, когда ему было 14 лет. Он получил степень бакалавра актёрского мастерства в Академии Lir в Дублинском Тринити-колледже в 2015 году.

## Карьера
О’Коннор начал свою карьеру, сыграв роль Найла в фильме Ленни Абрахамсона «Что сделал Ричард».
В 2016 году он сыграл в сериалах «Can’t Cope, Won’t Cope» и «Моя мать и другие незнакомцы». Он получил свою первую главную роль на телевидении в роли Майкла Винсента в сериале «Delicious» с 2016 по 2018 год. В том же году он снялся в роли школьного хулигана и главного антагониста Ласки в фильме «Чёртов красавчик».
О’Коннор снялся вместе с Эль Фаннинг в драме «За мечтой». В мае 2018 года было объявлено, что он сыграет принца Гарри Тюдора (позже Генриха VIII) в мини-сериале «Испанская принцесса».
В 2021 году он сыграл роль Арне Шайенна Джонсона в фильме ужасов «Заклятие 3: По воле дьявола».

## Личная жизнь
О’Коннор живёт между Лондоном и Дублином. Он состоит в отношениях с актрисой Шарлоттой Хоуп.